# سیارک ۶۳۱۴۵
سیارک ۶۳۱۴۵ (به انگلیسی: 63145 Choemuseon، نامگذاری:2000XY13) شصت و سه هزار و صد و چهل و پنجمین سیارک کشف شده است که در ۴ دسامبر ۲۰۰۰ کشف شد.